# 慈悲宫牌坊
慈悲宫牌坊，位于中国广东省佛山市南海区九江镇下西村翘南，为一处古建筑。1994年7月5日，公布为南海市文物保护单位；2006年，公布为佛山市文物保护单位；2008年11月18日，公布为广东省文物保护单位。